# Nålehus
Et nålehus er en ældre type opbevaringsdåse eller -hylster til synåle. Et nålehus var af og til en del af kvindedragten. Før industrialiseringen var synåle håndlavede og kostbare. Derfor blev der passet godt på dem. Nålehuse kan fremstilles af mange materialer (f.eks. metal, ben, elfenben, læder, træ) og mere eller mindre dekorerede. 
Vikingetidens nålehus bestod oftest af en vandret hængende cylinder med åbning i hver ende. I midten sad en uldtot som nålene blev stukket ind i. I middelalderen hang cylinderen normalt lodret og kunne have et låg.
Selv om nåle blev billige i det 19. århundredes England, producerede firmaet William Avery & Son, der fremstillede nåle, mellem 1869 og 1887 en række figurlige nålehuse af messing. I victoriatidens England blev "en Avery" synonymt med et nålehus.

## Galleri
- Nålehus med futteral af elfenben, 1600-tal - Skoklosters Slot, Sverige
- Forgyldt bronzenålehuse, 10. århundrede (Goryeo perioden), Korea
- Beskadiget sølvnålehus, 1500–1550, fundet i Dorset, England
- Broderet nålehus udformet som en frø, tidlige 17. århundrede, England
- Gammelt russisk nålehus
- Nålehus, Odawa, udateret
- Nålehus udformet som Eiffeltårnet, W. Avery & Sons, England, 19. århundrede